# Johannes Berger (Soziologe)
Johannes Berger (* 7. Februar 1939 in Ludwigshafen am Rhein) ist ein deutscher Soziologe. Er war von 1974 bis 1989 Professor für Soziologie an der Universität Bielefeld, von 1989 bis 2004 an der Universität Mannheim.

## Forschung
Seine Forschungsschwerpunkte sind: Soziologische Theorie; Gesellschaftstheorie (soziale und moralische Grundlagen moderner Gesellschaften); Sozialer Wandel und soziale Ungleichheit in Industriegesellschaften;  Modernisierungsforschung bzw. Modernisierungstheorie; Wirtschaftssoziologie (Märkte und Organisationen, wirtschaftliche Entwicklung und soziale Institutionen).

## Schriften (Auswahl)

### Monographien
- Wirtschaftliche Ungleichheit. Zwölf Vorlesungen. Wiesbaden 2019: VS Verlag Springer

- Kapitalismusanalyse und Kapitalismuskritik Wiesbaden: VS Verlag 2014
- Der diskrete Charme des Marktes. Zur sozialen Problematik der Marktwirtschaft.  Wiesbaden: VS Verlag, 2009.
- Die Wirtschaft der modernen Gesellschaft.  Strukturprobleme und Zukunftsperspektiven. Frankfurt/M.: Campus, 1999.

### Herausgeberschaft
- Macht oder ökonomisches Gesetz? Jahrbuch 21  Ökonomie und Gesellschaft. Marburg 2008 (zusammen mit H.G. Nutzinger).
- Zerreißt das soziale Band? Beiträge zu einer aktuellen gesellschaftspolitischen Debatte. Frankfurt/M.: Campus, 2005.
- Die Moderne – Kontinuitäten und Zäsuren. Soziale Welt Sonderband 4, 1986

### Beiträge
- Capitalism: On the Past and Future of an Economic System. In: A. Maurer (ed.), Handbook of Economic Sociology for the 21st Century, S. 271–288. Springer Nature, 2021.
- Warum Kapitalismus? In: Große Transformation? Zur Zukunft moderner Gesellschaften. Sonderband des Berliner Journals für Soziologie. Springer VS. 2019, S. 75–95.
- Die kapitalistische Wirtschaftsordnung im Spiegel der Kritik. Ein Überblick. In: Andrea Maurer (Hrsg.): Handbuch der Wirtschaftssoziologie. Wiesbaden 2016, S. 523–550.
- Macht als Grundbegriff der Soziologie. In: Florian Möslein (Hg.), 2016: Private Macht. Tübingen S. 47–63.
- Hegels Analyse der Marktvergesellschaftung. In: Freiheit. Stuttgarter Hegel-Kongress 2011, hrsg. von Gunnar Hindrichs und Axel Honneth. Frankfurt 2013, S. 443–460.
- Wirtschaftsordnung und wirtschaftliche Entwicklung. Vergangenheit und Zukunft der sozialen Marktwirtschaft. In: Stefan Hradil (Hrsg.): Deutsche Verhältnisse. Eine Sozialkunde. Frankfurt, 2013, S. 246–283.
- Warum sind einige Länder so vie reicher als andere? Zur institutionellen Erklärung von Entwicklungsunterschieden. In: Zeitschrift für Soziologie Jahrgang 36, 2007, S. 5–24.
- Die Einheit der Moderne, in: Thomas Schwinn (Hrsg.): Die Vielfalt und die Einheit der Moderne: Kultur- und strukturvergleichende Analysen. Wiesbaden 2006, S. 201–225.
- Über den Ursprung der Ungleichheit unter den Menschen. Zur Vergangenheit und Gegenwart einer soziologischen Schlüsselfrage. (PDF; 164 kB) In: Zeitschrift für Soziologie, Jg. 33, Heft 5, Oktober 2004, S. 354–374
- Was behauptet die Modernisierungstheorie wirklich – und was wird ihr bloß unterstellt? In: Leviathan, 1996, Heft 1, S. 45–62.
- Vollbeschäftigung als Staatsaufgabe? In: Dieter Grimm (Hrsg.): Staatsaufgaben. Basel 1994, S. 553–584.
- The Economy and the Environment. S. 766–797 in: Neil J. Smelser, Richard Swedberg (eds.) 1994: The Handbook of Economic Sociology. Princeton, PUP.
- Market and State in Advanced Capitalist Societies. In: Economy and Society: Overviews in Economic Sociology, 1990.
- Modernitätsbegriffe und Modernitätskritik in der Soziologie. Soziale Welt Jg. 39, Heft 2, 1988.
- Das Ende der Gewissheit – Zum analytischen Potential der Marxschen Theorie. Leviathan Jg. 11, Heft 4, 1983.
- Die Versprachlichung des Sakralen und die Entsprachlichung der Ökonomie. In: Zeitschrift für Soziologie, Jg. 11, 1982, S. 353–365.
- Der Grundgedanke der Marxschen Krisentheorie. In: Argument. Sonderband 35 "Alternative Wirtschaftspolitik", 1979, S. 120–134.